# Seznam romunskih pevcev resne glasbe
Seznam romunskih pevcev resne glasbe.

## C
- Maria Cebotari
- Ileana Cotrubaş

## D
- Hariclea Darclée

## G
- Angela Gheorghiu

## J
- Valentin Jar

## M
- Elena Moșuc

## O
- Florin Cezar Ouatu

## S
- Joseph Schmidt

## U
- Viorica Ursuleac